# Vladimir Castellón
Vladimir Castellón Colque (Cochabamba, 8 dicembre 1989) è un calciatore boliviano, centrocampista del Blooming.

## Palmarès

### Club

#### Competizioni nazionali
- Campionato boliviano: 1

Aurora: 2008